# Ітамар Бен-Ґвір
Ітамар Бен-Ґвір (івр. איתמר בן גביר, нар. 6 травня 1976, Мевасерет-Ціон, Ізраїль) — ізраїльський праворадикальний політичний діяч, депутат Кнесету 24 та 25 скликань, голова партії «Оцма єгудіт» (івр. עוצמה יהודית, «Єврейська сила»). Міністр національної безпеки в 37-му уряді Ізраїлю (2022 — 2025).

## Біографія
Народився в Єрусалимі в традиційній родині Цадока та Шушани Бен-Ґвір. Його мати з курдських евреїв була членом Ецелю і в 14 років була заарештована британською владою.
У віці 14 років, під час першої інтифади, почав зближення із правими активістами, брав участь у демонстраціях проти «Жінок у чорному».

В 16 років долучився до руху «Ках», а після закінчення школи навчався в єшиві «Га-Раайон га-єгуді» (івр. הרעיון היהודי) заснованій Меїром Кагане. В 1994 році Барух Гольдштейн, який належав до активістів «Ках», вчинив теракт в Печері Патріархів під час якого було вбито 29 мусульман. Після цього рух та політична партія «Ках» були визнані терорістичними організаціями та заборонені, а Бен-Ґвір продовжив свою діяльність в русі «Хазіт га-раайон» (івр. חזית הרעיון, «Фронт ідей») до його заборони як фактичного продовження «Ках» у 1998 році.

В листопаді 2022 року у промові до річниці вбивства Меїра Кагане заявив що не згоден з усіма ідеями Кагане. Це стало приводом до критики з обох боків: як від прихильників, через зраду, так і від противників Кагане через саму участь у заході на його честь.
Через членство Бен-Ґвіра у «Ках» та його радикальні переконання ЦАГАЛЬ відмовив йому у призові.
В 1995 році за кілька місяців до вбивства Іцхака Рабіна Бен-Ґвір пообіцяв дістатися до Рабіна так само, як дісталися до його автівки, демонструючи при цьому викрадену емблему його «Кадилака».
Того ж року під час традиційного маскараду на Пурим Бен-Ґвір вдягнув білий халат та погони зображаючи Баруха Гольдштейна. До 2020 року світлина Гольдштейна на тлі Печери Патріархів висіла у його вітальні.

Перед виборами до Кнесету 2022 року він вибачився за ці вчинки та заявив що він виріс і більше не вважає Гольдштейна героєм.
В січні 2005 року розмістив на своїй машині стікер з написом «Шарон, Лілі чекає на тебе» через що був затриманий і допитаний поліцією за підозрою у підбурюванні до вбивства.
Загалом поліцією було висунуто більш як 50 звинувачень проти Бен-Ґвіра, переважну більшість з яких було відхилено судом.

### Юридична діяльність
На одному з численних судових процесів він отримав пораду від Аарона Барака вивчати юриспруденцію.
Бен-Ґвір здобув юридичну освіту у коледжі Кір'ят-Оно, але Колегія адвокатів Ізраїлю відмовила йому в ліцензії через наявні судимості. Після кількох апеляцій та після завершення відкритих проти нього проваджень у 2012 році Бен-Ґвір склав іспити та отримав ліцензію адвоката.
Ще до отримання ліцензії Бен-Ґвір мав досвід самостійного захисту в численних звинуваченнях, зокрема в організації масових заворушень, пошкодженні майна, перешкоджанні роботі поліції, підтримці терористичної організації та пропаганді тероризму, расизмі та інших.
У 2006—2008 роках, разом із Барухом Марзелем подавав до БАГАЦу позови про скасування щорічного гей-параду в Єрусалимі, але всі вони були відхилені судом.
Адвокатська діяльність зосерджена на захисті правих та ультраправих активістів, мешканців нелегальних поселень.
Поліція Ізраїлю виплатила Бен-Ґвіру десятки тисяч шекелів за позовами про порушення його прав.

### Особисте життя
З 2004 року у шлюбі з Аялою Бен-Ґвір (Німроді). Вони познайомилися в поліцейському відділку: Бен-Ґвір мав захищати групу заарештованих правих активісток до якої входила Аяла Німроді.. Подружжя має 6 дітей та мешкає у Кір'ят-Арбі.

## Політична кар'єра
В 2009—2012 роках був помічником депутата Кнесету 18 скликання Міхаеля Бен-Арі.
На виборах до Кнесету 19 скликання в 2013 році посідав 5 місце у передвиборчому списку партії «Оцма ле-Ісраель» (івр. עוצמה לישראל), проте партія не подолала електоральний бар'єр у 2 % голосів отримавши 1,76 %.
На виборах 2019 року Бен-Ґвір балотувався як голова «Оцма єгудіт», що отримала 83 609 (1,88 %) голосів і не пройшла до 22-го Кнесету.
Перед виборами до Кнесету 23 скликання Бен-Ґвір намагався об'єднатися з Рафі Перецем головою «Га-Байт га-єгуді» (івр. הבית היהודי, «Єврейський дім»), але той уклав угоду із «Яміною», очільник якої Нафталі Бенет категорічно заперечував проти приєднання Бен-Ґвіра через його екстреміські ідеали. «Оцма єгудіт» була зареєстрована окремо, отримала 19 402 (0,42 %) голосів і не пройшла до Кнесету.
У 2021 році Бен-Ґвір був вперше обраний депутатом Кнесету. На виборах до Кнесету 24 скликання він був третім у спільному списку партій «Оцма егудіт», «Ноам» (івр. נעם) та «Га-Ціонут га-датіт» (івр. הציונות הדתית, «Релігійний сіонізм»), який отримав 225 641 (5,12 %) голос виборців та, відповідно, 6 депутатських мандатів.
У серпні 2022 року Бен-Ґвір та Бецалель Смотрич (голова «Релігійного сіонізму») підписали угоду про спільне балотування до Кнесету 25 скликання. На виборах 1 листопада об'єднання отримало 14 мандатів і стало 3 за розміром фракцією.
За коаліціними домовленостями очолив Міністерство національної безпеки в 37-му уряді Беньяміна Нетаньягу.